# Bob Brier
Robert Brier (* 13 de diciembre de 1943 - ), también conocido como Mr. Momia, es un egiptólogo estadounidense especializado en paleopatología. Investigador senior asociado de la Universidad de Long Island, ha investigado y publicado sobre las momias y el proceso de momificación y ha aparecido en muchos documentales sobre el Antiguo Egipto.

## Vida
Nacido y criado en el Bronx, Nueva York, Brier obtuvo su licenciatura del Hunter College de la Universidad de la Ciudad de Nueva York. De 1966 a 1970, formó parte del equipo de investigación del Instituto de Parapsicología (anteriormente la Fundación para la Investigación sobre la naturaleza del hombre), en Durham, Carolina del Norte, donde trabajó en los libros como La Parapsicología Hoy y Prueba tu PES. Obtuvo su doctorado en filosofía por la Universidad de Carolina del Norte en Chapel Hill en 1970 y comenzó a enseñar en la Universidad de Long Island en 1972. Se desempeñó como presidente del departamento de filosofía de 1981 a 1996 y también ha servido como el director de la programa "Egiptología Hoy" de la Fundación Nacional para las Humanidades. Además de su carrera en la Universidad de Long Island, Brier ha enseñado sobre el antiguo egipcio en The New School y Egiptología en el Instituto Webb por muchos años.

## Investigación y otros logros
Brier ha realizado investigaciones en las prácticas de momificación en todo el mundo. Ha investigado momias muy conocidas como las de Tutankamon, Ramsés II, Lenin, Eva Perón, y la familia Médici.
En 1994, Brier y un colega, Ronald Wade, director de la Junta de Anatomía del Estado de Maryland, afirmaron ser las primeras personas en 2.000 años en momificar un cadáver humano usando técnicas del Antiguo Egipto. Esta investigación hizo merecedor a Brier del apodo de "Mr. Momia" y fue también tema de un especial televisivo de National Geographic, que lo convirtió en un hombre famoso. Él es también el anfitrión de varios programas de televisión para la red TLC, entre los que se cuentan "Los Grandes Egipcios", "Pirámides", "Momias y Tumbas", y "El detective momia". Sus investigaciones han aparecido en la revista Arqueología, The New York Times, CNN, 60 minutos y 20/20.
En 1999, Brier hizo una serie de 48 lecturas especialmente preparadas para una conferencia titulada "La Historia del Antiguo Egipto" para The Teaching Company. Brier también fue el receptor del premio David Newton de la Universidad de Long Island, por la Excelencia en la Enseñanza.

## Obras
Además de sus investigaciones, Brier también ha escrito varios artículos y libros, entre ellos:
- "La precognición y la filosofía de la ciencia: Un ensayo sobre la causalidad hacia atrás" (1974) ISBN 0-391-00325-9
- "La gloria del antiguo Egipto: una colección de grabados raros de la expedición de Napoleón" (1990) ISBN 0-8115-4469-9
- "Egiptomanía" (junio, 1992) ISBN 0-933699-26-3
- "Momias de Egipto: desentrañar los secretos de un arte antiguo" (14 de marzo de 1996) ISBN 0-688-14624-4
- "La Enciclopedia de las Momias" (septiembre, 1998) ISBN 0-8160-3906-2
- "El asesinato de Tutankamón" (1 de marzo de 1999) ISBN 0-425-16689-9
- "La vida cotidiana de los antiguos egipcios" (con Hoyt Hobbs) (30 de diciembre de 1999) ISBN 0-313-30313-4
- "La historia del Antiguo Egipto" (2001, conferencias publicadas por The Teaching Company)
- "Faraones grandes del Antiguo Egipto" (2004, conferencias publicadas por The Teaching Company)
- "El Secreto de la Gran Pirámide" (con Jean-Pierre Houdin) (6 de octubre de 2008)

## Tours Arqueológicos
Él conduce varios viajes a Egipto, entre los que se incluyen:
- Los Oasis de Egipto
- La Majestuosidad de Egipto
- Sudán: Una exploración del Antiguo Kush